# Pseudophegopteris kinabaluensis
Pseudophegopteris kinabaluensis är en kärrbräkenväxtart som beskrevs av Holtt. Pseudophegopteris kinabaluensis ingår i släktet Pseudophegopteris och familjen Thelypteridaceae. Inga underarter finns listade.